# جون إكلوند
جون إكلوند (بالسويدية: Johan Eklund)‏ (18 فبراير 1964 في السويد - ) هو لاعب كرة يد السويد. شارك في الألعاب الأولمبية الصيفية 1988. ولعب مع Redbergslids IK ‏.

## وصلات خارجية
- جون إكلوند على موقع أوليمبيديا (الإنجليزية)
- جون إكلوند على موقع اللجنة الأولمبية السويدية (السويدية)